# اندروید نوقا
اندروید ۷٫۰ نوقا (به انگلیسی: Android Nougat) نسخه‌ای دیگر از سیستم‌عامل اندروید است. این نسخه قبلاً با اسم رمز اندروید N شناخته می‌شد. نخستین‌بار به‌عنوان پیش‌نمایش توسعه‌دهنده در ۹ مارس ۲۰۱۶ عرضه شد. همچنین این به‌روزرسانی برای دارندگان دستگاه‌های نکسوس که در برنامۀ اندروید بتا (آزمایشی) بودند نیز منتشر شد که به آن‌ها اجازه می‌داد دستگاهشان را مستقیماً از طریق به‌روزرسانی بدون سیم (OTA) به‌روز کنند.
نسخۀ نهایی در ماه اوت سال ۲۰۱۶ منتشر شد.
اندروید نوقا تغییرات قابل ملاحظه ای را در سیستم عامل و پلتفرم توسعه دهنده خود ارائه می دهد که از جمله این امکانات می توان به موارد زیر اشاره نمود. 
اندروید نوقا نظرات مثبتی را تاکنون از کاربران دریافت کرده است. تم جدید اطلاع رسانی برنامه ستایش خاصی را به دست آورده است ، در حالی که رابط کاربری چند وظیفه ای به عنوان یک تغییر مثبت دیده می شد ، اما داوران برنامه های ناسازگار را تجربه کردند. منتقدان با حالت صرفه جویی در مصرف انرژی Doze تجربه های متفاوتی داشتند ، اما نصب سریعتر برنامه و "ترفند" برای رابط کاربری نیز مثبت ارزیابی شدند.

## امکانات تازه
گوگل تلاش کرده‌است در اندروید نوقا مشکلات و کاستی‌های اندروید مارشمالو را برطرف کند و موارد تازه‌ای را هم به آن بیفزاید؛ از جمله موارد زیر:
- امکان تقسیم صفحه‌نمایش (Split-Screen) بین دو برنامه و استفادهٔ هم‌زمان
- طراحی تازۀ منوی تنظیمات
- افزودن حالت شبانه (Night Mode) با تم رنگ‌های تیره
- طراحی تازۀ بخش تنظیمات سریع
- طراحی بخش اپ‌سوییچر برای جابه‌جایی میان آخرین برنامه‌های استفاده‌شده
- به‌روزرسانی حالت Doze
- شروع پروژه «سولت» (Svelte) که هدف آن تخصیص بهینه‌تر حافظه و روان‌تر شدن اندروید است
- مدیریت استفاده از دادۀ اینترنت در پس‌زمینه و امکان کاهش میزان مصرف اینترنت موبایل
- امکان افزودن اطلاعات پزشکی مانند گروه خونی، بیماری‌های خاص، حساسیت‌های دارویی و… برای موارد اضطراری
- به‌روزرسانی برنامۀ مدیریت پرونده برای امکان جابه‌جاکردن پرونده یا تغییردادن نام پوشه‌ها و پرونده ها
- امکان تغییر سطح بزرگ‌نمایی صفحه‌نمایش

## تجربه کاربری
اندروید نوقا سایه اعلان را دوباره طراحی می کند ، که اکنون دارای یک ردیف کوچکتر از آیکون ها برای تنظیمات است ، کارت های اعلان را با طرح جدید "برگه" جایگزین می کند. اعلان های چندگانه از یک برنامه واحد همچنین می توانند "همراه شوند" ،  و کنترل هر برنامه بر روی اعلان ها بیشتر است. 

## دلیل نام‌گذاری
پس‌از معرفی، شرکت گوگل اعلام کرد برای انتخاب نام این نسخه، از کاربران خود نظرخواهی انجام داده و براساس تعداد آرا در کشورهای مختلف، تصمیم‌گیری خواهد شد. در نهایت، نام نوقا برای نسخهٔ تازۀ اندروید انتخاب گردید. نوقا، نام نوعی شیرینی مشتق‌شده از شیر و سفیدۀ تخم‌مرغ است که در ایران (شهر تبریز) و جنوب اروپا، محبوب است.

## پلتفرم
در دسامبر سال ۲۰۱۵، گوگل اعلام کرد که اندروید نوقا می تواند Java Runtime Environment خود را از سیستم عامل مخفی Apache Harmony به OpenJDK تغییر دهد - اجرای رسمی برنامه منبع باز از پلت فرم جاوا که توسط شرکت اوراکل و جامعه جاوا نگهداری می شود. سیستم عامل Android Runtime (ART) اکنون یک سیستم کامپایل با مشخصات را به کار می برد و از یک کامپایلر JIT استفاده می کند و در کنار کامپایلر پیش از زمان فعلی خود ، برای بهینه سازی بیشتر برنامه ها برای سخت افزار دستگاه و سایر شرایط موجود در پس زمینه ، به کار می رود. 